# Middlesex
Il Middlesex è una contea storica dell'Inghilterra, esistita come entità amministrativa dal 1889 al 1965.
Da allora quasi tutto il territorio di cui si componeva (per esempio sobborghi come l'ex capoluogo Brentford, Harrow, Twickenham, etc.) fa parte della Grande Londra a eccezione di Staines e Sunbury-on-Thames, passati sotto l'amministrazione del Surrey, e Potters Bar, oggi in Hertfordshire.
Dalla sua soppressione come entità amministrativa, il nome Middlesex esiste solo per ragioni storiche, sportive e culturali.

## Storia
Il nome deriva dal fatto che la contea era situata tra quelle di Essex e Wessex. Fu riconosciuta come contea ufficiale nel 1889, quando cedette 130 km² alla neonata contea di Londra.
Confinava con Hertfordshire, Essex, Surrey e Buckinghamshire.
Nel XIX e XX secolo i centri urbani del Middlesex vennero progressivamente interessati dall'espansione di Londra. Fra il 1900 e il 1920, la rete della metropolitana londinese raggiunse centri del Middlesex come Uxbridge, Wembley, Enfield, Harrow, Finchley, che si svilupparono e divennero in breve grandi centri periferici. Nel secondo dopoguerra, Londra inglobò prima i sobborghi occidentali come Wembley ed Ealing, e poi gradualmente l'intera contea. La bandiera e lo stemma sono similari a quelli della contea di Essex, ma con una corona sopra alle tre spade.
Oggi, il nome Middlesex sopravvive solo come indirizzo postale, come nome di una università, e come nome di una locale squadra di cricket.